# Nicolaus Andreae Granius
Nicolaus Andreae Granius (* um 1569 in Strängnäs, Södermanlands län; † 5. März 1631 in Helmstedt) war ein schwedischer Gelehrter. Er unterrichtete vor allem an deutschen Universitäten naturwissenschaftliche Fächer, so ab 1613 Physik an der Universität Helmstedt.

## Leben
Nicolaus Andreae Granius erhielt seine frühe Ausbildung in seinem Geburtsort und in Stockholm, wo er in einer von König Johann III. gegründeten höheren Lehranstalt u. a. Ericus Jacobi Skinnerus zum Lehrer in Mathematik und Philosophie hatte. Später verließ er Schweden und ging nach Deutschland. Er studierte mit seinem Freund Bartoldus Volger 1592 an der Universität Rostock, wo er den Astronomen Heinrich Brucaeus kennenlernte und wohl dessen Schüler wurde. In der Folge führte er weiterhin ein Wanderleben. 1593 hielt er sich in Kopenhagen auf und kam dann wieder nach Rostock. In dieser Stadt veröffentlichte er 1595 die Schrift De disciplinis. Er besuchte auch Italien, um dort Medizin zu studieren.  1596 kehrte er wohl nach Schweden zurück, verließ aber sein Heimatland vermutlich infolge verschärften politischen Drucks bald wieder und immatrikulierte sich im August 1598 an der Universität Helmstedt. Er blieb mehrere Jahre in Helmstedt, erlangte 1604 den Magistertitel und arbeitete daraufhin als Lehrer, wobei er mehrere Fächer, so Logik, Mathematik, Physik, Ethik und Politik unterrichtete.
An der Universität Helmstedt, wo im Gegensatz zur lutherischen Orthodoxie ein freierer humanistischer Geist herrschte, schloss sich Granius dem Kreis um Professor Cornelius Martini an, der Vorlesungen über Metaphysik hielt. Um 1609 studierte Granius wieder kurzzeitig in Rostock und begab sich 1610 nach Prag, um den braunschweigischen Herzog Heinrich Julius um die Verleihung einer ordentlichen Professur an der Universität Helmstedt zu ersuchen. In einem Brief, den er in Prag an seinen Freund und späteren Erzbischof von Uppsala, Johannes Canuti Lenaeus, schrieb, berichtete er über Galileis kurz zuvor mit dem Teleskop gemachte astronomische Entdeckungen; auch habe ihm Kepler eines von Galileis Fernrohren gezeigt. Ferner stand er mit mehreren bedeutenden Schweden in Kontakt, die teilweise als Exilanten in Norddeutschland lebten.
Nach seiner Rückkehr nach Helmstedt wurde Granius 1613 Professor der Physik an der Philosophischen Fakultät und übte dieses Lehramt bis zu seinem Tod aus. 1621 lehnte er ein ihm vom schwedischen König Gustav II. Adolf und vom Reichskanzler Axel Oxenstierna unterbreitetes Angebot ab, für den doppelten Gehalt als Mathematikprofessor an die Universität Uppsala zu wechseln. Diese Absage könnte auch dadurch begründet gewesen sein, dass Granius großer Sympathien für den katholischen Glauben verdächtigt wurde und daher eine Rückkehr nach Schweden für zu gefährlich hielt. Er starb am 5. März 1631 im Alter von etwa 62 Jahren in Helmstedt. Da er keine Erben hatte, vermachte er seine bedeutende Bibliothek der Universität, an der er so lang gelehrt hatte.
Granius war auch schriftstellerisch tätig. Er trat aber nicht mit eigenständigen wissenschaftlichen Arbeiten hervor, sondern beschränkte seine Leistungen auf akademische Reden und kleinere Abhandlungen über Moral, Politik, Rhetorik, Physik, Mathematik und Kosmographie. Er verfasste u. a. eine Lobrede auf Simon Svercher (in Hermann Kirchers Vita Svercheri Simonis, Marburg 1592), eine Rede über den kriegerischen Geist der nördlichen Völker (Oratio de causis roboris ac indolis bellicosae gentium borealium, Helmstedt 1615)  und eine Erörterung der einen Staat hebenden und verderbenden Ursachen (De causis quibusdam respublicas conservantibus et evertentibus, Helmstedt 1615).